# Ingeborg Westphal
Ingeborg Westphal (Prenzlauer Berg, Berlim, 1951 — Berlim, 28 de julho de 2012) foi um atriz alemã.

## Filmografia selecionada
- 1974: Polizeiruf 110: Per Anhalter (TV-Reihe)
- 1974: Maria und der Paragraph (TV)
- 1974: Die Frauen der Wardins (TV)
- 1979: Polizeiruf 110: Am Abgrund (TV-Reihe)
- 1979: Tull (TV)
- 1980: Polizeiruf 110: Der Hinterhalt (TV-Reihe)
- 1981/1982: Spuk im Hochhaus
- 1986: Ignatz oder die Gerechten
- 1986: Diplomaten küsst man nicht
- 1987: Spielergeschichten
- 1988–1990: Büro, Büro
- 1990–1991: Agentur Herz
- 1996: Tatort: Blutwurstwalzer
- 1992: Mord an der Ehefrau
- 1992: Die große Freiheit
- 1993–1994: Links und Rechts
- 1994: Die Kommissarin
- 1994: Mord an der roten Rita
- 1994: Die Mutter der Braut
- 1994: Unter Druck
- 1994: Stadtindianer
- 1995: Tatort: Falsches Alibi
- 1995: Die Kommissarin
- 1996: Das Leben ist eine Baustelle
- 1996: Der Staatsanwalt
- 1996: Nadine nackt im Bistro
- 1996: Mutterliebe
- 1996: Die Rechte der Kinder
- 1998: Letting Go
- 1998: Rosa Roth
- 1999: Wege in die Nacht
- 1999: Balko
- 1999: Im Namen des Gesetzes
- 1999: Freiheit for my Brother
- 1999: Klemperer – Ein Leben in Deutschland
- 1999: Liebe ist das Elixier
- 2000: Liebe, Tod und viele Kalorien
- 2000: Teuflisches Weib
- 2000: Siemensstadt
- 2001: Rendevouz mit einem Engel
- 2002: Stahlnetz: Ausgelöscht
- 2002: Job seines Lebens
- 2002: Braut wusste von nichts
- 2002: Alltag
- 2002: Urban Guerillas
- 2002: Schussangst
- 2003: Vinzent
- 2003: Hinter der Tür
- 2003: Eine Frage der Ehe
- 2003: Tatort: Die Spieler
- 2003: Balko
- 2004: Der Job seines Lebens II
- 2004: Kammerflimmern
- 2004: Die Nachrichten
- 2004: Elementarteilchen
- 2004: Der rote Kakadu
- 2005: Der blaue Affe
- 2005: Rosas Rückkehr
- 2005: Stille Wasser
- 2005: Sperling
- 2006: Liebe Liebe
- 2006: Hochzeit um jeden Preis
- 2006: Brennendes Herz
- 2007: Sommer
- 2007: Wenn Liebe doch so einfach wär’
- 2007: Code 21: Besser Kabul
- 2007: Polizeiruf 110: Dunkler Sommer
- 2007: Meine fremde Tochter
- 2008: Für meine Kinder tu' ich alles
- 2008: Frischer Wind
- 2009: Frösche petzen nicht
- 2009: Piroggi
- 2009: Evet, ich will!
- 2010: Die Entbehrlichen
- 2010: Boxhagener Platz
- 2011: Das dunkle Haus